# Municipio de Aetna (condado de Mecosta)
El municipio de Aetna (en inglés: Aetna Township) es un municipio ubicado en el condado de Mecosta en el estado estadounidense de Míchigan. En el año 2010 tenía una población de 2299 habitantes y una densidad poblacional de 24,72 personas por km².

## Geografía
El municipio de Aetna se encuentra ubicado en las coordenadas 43°31′7″N 85°30′27″O / 43.51861, -85.50750. Según la Oficina del Censo de los Estados Unidos, el municipio tiene una superficie total de 93.02 km², de la cual 91,99 km² corresponden a tierra firme y (1,11 %) 1,03 km² es agua.

## Demografía
Según el censo de 2010, había 2299 personas residiendo en el municipio de Aetna. La densidad de población era de 24,72 hab./km². De los 2299 habitantes, el municipio de Aetna estaba compuesto por el 96,52 % blancos, el 0,61 % eran afroamericanos, el 0,61 % eran amerindios, el 0,13 % eran asiáticos, el 0,22 % eran de otras razas y el 1,91 % eran de una mezcla de razas. Del total de la población el 1,87 % eran hispanos o latinos de cualquier raza.